# Forever (TV-serie, 2025)
Forever är en amerikansk romantisk dramaserie som hade premiär på Netflix den 8 maj 2025. Den första säsongen som består av 8 avsnitt är skapad av Mara Brock Akil.

## Handling
Serien handlar om två svarta gymnasieelever i Los Angeles och den första kärleken.

## Rollista (i urval)
- Lovie Simone – Keisha Clark
- Michael Cooper Jr. – Justin Edwards
- Xosha Roquemore – Shelly
- Marvin Lawrence Winans III – Jaden
- Wood Harris – Eric
- Karen Pittman – Dawn
- Barry Shabaka Henley – George
- Niles Fitch – Darius
- Paigion Walker – Tiffany
- Ali Gallo - Chloe
- E'myri Crutchfield as Tammy